# Universität-Moskau-Schelfeis
Koordinaten: 67° 0′ S, 121° 0′ O
Das Universität-Moskau-Schelfeis (russisch Шельфовый Ледник Московского Университета Schelfowy Lednik Moskowskowo Uniwersiteta) ist ein rund 200 km langes und schmales Schelfeis vor der Sabrina-Küste des ostantarktischen Wilkeslands. Es liegt zwischen dem Totten-Gletscher und der Paulding Bay. Die Dalton-Eisbergzunge erstreckt sich im östlichen Teil des Schelfeises nach Norden.
Luftaufnahmen der US-amerikanischen Operation Highjump (1946–1947) dienten einer ersten Teilkartierung. Weitere Luftaufnahmen entstanden 1958 im Zuge der Australian National Antarctic Research Expeditions und bei einer sowjetischen Antarktisexpedition. Letztere benannte das Schelfeis nach der Lomonossow-Universität Moskau.